# Integriertes Hüttenwerk
Ein integriertes Hüttenwerk ist eine Kombination mehrerer Fertigungsstufen an einem Standort, um aus den Rohstoffen Stahlprodukte herzustellen. Hüttenwerke benötigen erhebliche Mengen Energie und setzen entsprechende Mengen Treibhausgase frei.  Ein Hüttenwerk bildet einen energetischen Verbund. Gut aufeinander abgestimmte Hüttenwerke sind energetisch autark und können außerdem die Umgebung mit Fernwärme und Elektroenergie versorgen.

## Prozessablauf
Ein integriertes Hüttenwerk beinhaltet üblicherweise
1. Häfen und Rangierbahnhöfe für die Rohstoffe.
2. Häufig eine Kokerei, um den im Hochofen benötigten Hüttenkoks herzustellen.  Außerdem entsteht dort eine große Menge Koksofengas, das in den Nachfolgeprozessen verwendet wird.
3. Sinteranlagen, um Feinerz aufzubereiten.
4. Hochöfen, die aus Erz das Roheisen herstellen.  Nebenprodukte sind Schlacke und niedrigcaloriges Gichtgas.
5. Ein Stahlwerk, das aus Roheisen durch das Frischen Stahl erzeugt. Als Nebenprodukt entsteht Konvertergas.
6. Gießereien, um aus dem flüssigen Stahl Halbzeuge herzustellen.
7. Walzwerke, die aus dem Halbzeug das Fertigprodukt herstellen.
8. Sauerstoffanlagen, um den für das Frischen benötigten Sauerstoff herzustellen.
9. Kraftwerke, um die Hüttengase in Elektroenergie umzuwandeln, die vorrangig im Hüttenwerk verwendet wird.
10. Weitere Nebenanlagen wie Anlagen zur Verwertung von Nebenprodukten (insbes.  Schlacken) oder Instandhaltungsbetriebe.

Einsatzmittel eines integrierten Stahlwerks sind Erz, Koks und Kalk. Endprodukte eines integrierten Stahlwerks sind Flachstähle, Stahlprofile und Brammen.

## Historische Entwicklung
Viele der Mitte des 19. Jahrhunderts entstandenen Hüttenwerke der Montanindustrie im Saar- und Ruhrgebiet (z. B. Krupp in Essen, die August-Thyssen-Hütte, der Bochumer Verein, Phoenix in Dortmund) stellen historisch gewachsene integrierte Hüttenwerke dar, die teilweise sogar am Hüttenstandort Kohle oder Erz förderten – also noch weiter vertikal integriert waren als heutige Werke.
Diese Hüttenwerke starteten die vertikale und horizontale Integration meist von der Stahlerzeugung mit Puddel- und Tiegelöfen aus, der eine Gießerei nebst Schmiede zugeordnet war. Der nächste Schritt der Vorwärtsintegration bestand im Anschluss von Walzwerken, dann Drehereien und mechanischen Werkstätten bis hin zum Maschinenbau. Die Rückwärtsintegration bestand in der Errichtung von Hochöfen, denen Agglomerieranlagen, Kokereibetriebe und Zechen/Minen vor- sowie Roheisenmischer nachgeschaltet wurden.
In Lothringen und im Raum Peine-Salzgitter wurde am Standort der Hütte auch häufig direkt Eisenerz, im Ruhrgebiet Steinkohle gefördert. Im Zuge der Effizienzsteigerung wurden im Laufe der Zeit auch die Nebenprodukte wie Kokerei- und Gichtgas zur Wärme- und später Stromerzeugung genutzt, also alle Werksteile in einem Energieverbund betrieben. Die Hüttenkokereien wurden zumeist zugunsten von zechennahen Großkokereien aufgegeben, die mehr Platz für die Nebenproduktanlagen hatten. Das Puddel- und Tiegelstahlverfahren wurde noch im 19. Jahrhundert durch das Bessemer-/Thomasstahlverfahren, dann das Siemens-Martin-Verfahren und Anfang des 20. Jahrhunderts durch Elektrostahl und Mitte des 20. Jahrhunderts schließlich das LD-Verfahren abgelöst. Die Rohstoffförderung am Hüttenstandort wurde mit der Erschöpfung der Vorräte oder fehlender Wirtschaftlichkeit an allen Standorten in Deutschland zumeist in den 1960er Jahren aufgegeben.

## Situation heute
Praktisch alle seit ca. 1985 in den industrialisierten Staaten neu gegründeten Stahlwerke sind integrierte Stahlwerke, um eine möglichst effiziente Fertigung zu gewährleisten und im international harten Konkurrenzkampf der Stahlerzeugung bestehen zu können. Vor allem in Korea und Japan gibt es Werke, die unmittelbar neben stahlverarbeitenden Unternehmen angeordnet sind.
Die integrierten Hüttenwerke sind gewöhnlich so gelegen, dass sie kostengünstig mit den Rohstoffen versorgt werden können, die per Schiff verschickt werden. Deshalb verfügen neu errichtete Werke meist über leistungsfähige Häfen.
Da die integrierten Werke einen sehr großen Kapitalbedarf haben, gibt es mit sogenannten Mini Mills (Elektrostahlwerken) ein alternatives Konzept für die Stahlherstellung an einem Standort.

## Beispiele
- ArcelorMittal Eisenhüttenstadt
- ArcelorMittal Bremen
- Salzgitter AG
- Thyssenkrupp Steel Europe Standort Duisburg
- voestalpine Linz für Flachprodukte und Leoben Donawitz für Schienen und Draht.
- Dillinger Hütte